# 陶南·維爾

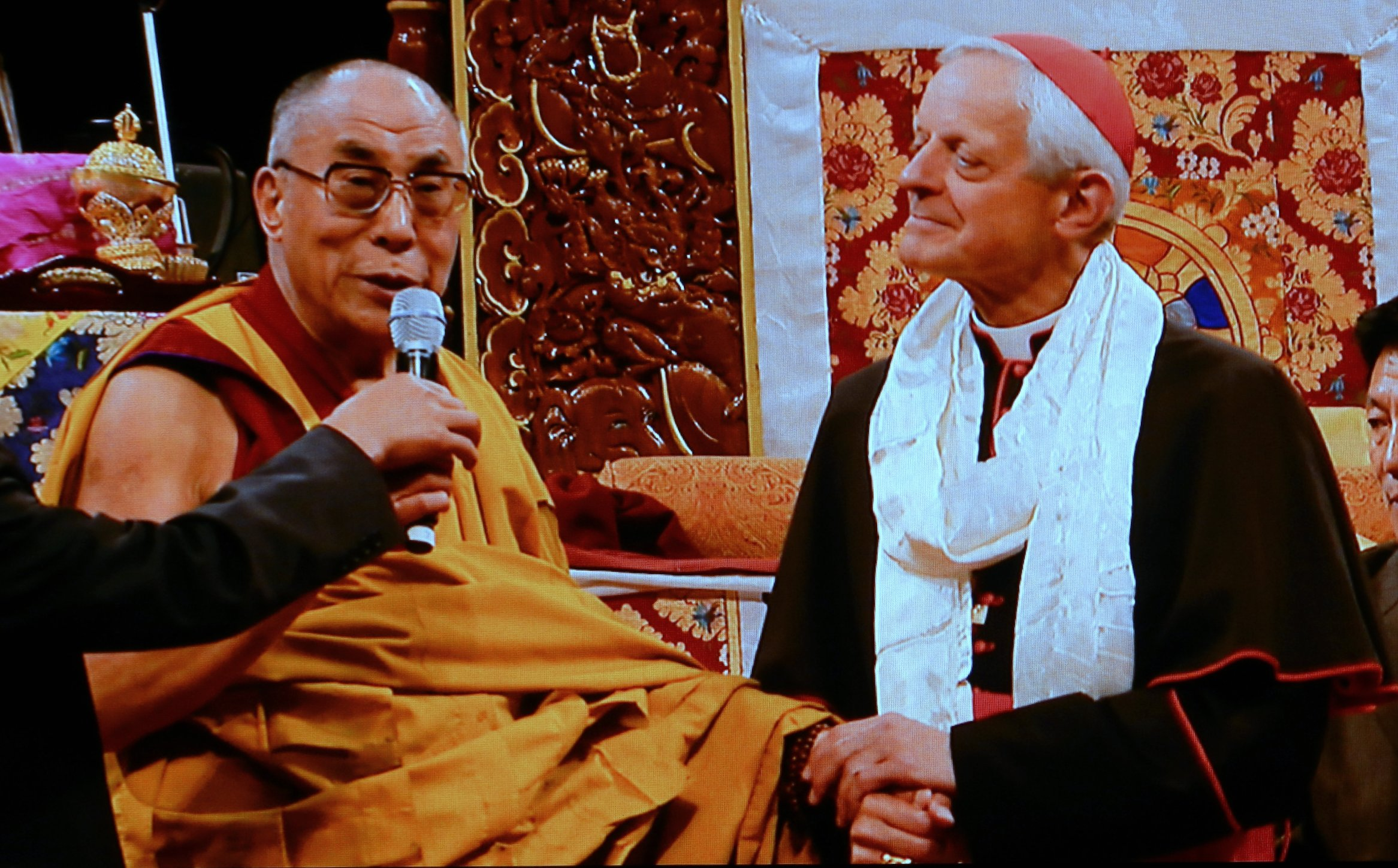

陶南·威廉·維爾（英語：Donald William Wuerl；1940年11月12日—）是美國籍天主教司鐸級樞機。他現為華盛頓總教區榮休總主教。

## 生平
維爾於1940年11月12日在出生美國賓夕法尼亞州西南部都市匹茲堡。他父親曾在賓夕法尼亞鐵路工作，並在二戰期間在美國海軍服役。母親於1944年去世，他父親於1946年再婚。然後，他在華盛頓特區美國天主教大學就讀並獲大學頒授哲學學士和碩士學位。他前往羅馬宗座北美學院繼續學業。
他於1966年12月17日在匹茲堡教區晉鐸。他於1967年在羅馬宗座額我略大學獲得了神學碩士學位。他又於1974年在羅馬宗座聖多瑪斯大學獲得了神學博士學位。
[教宗若望保祿二世]]於1986年1月6日將維爾晉牧，並將他任命為西雅圖總教區輔理主教，領羅斯馬爾凱領銜教區主教銜。1988年至2006年間出任匹茲堡教區主教。
由2006年5月16日起接替榮休的狄鐸·埃德加·麥卡里克樞機，擔任華盛頓總教區正權總主教，並於同年6月22日就任。教宗本篤十六世於2010年11月20日將他擢升為司鐸級樞機，領聖伯多祿鎖鏈堂區司鐸銜。
2018年10月12日，教宗方濟各接受他辭去華盛頓總教區總主教並要求他出任該總教區的宗座署理直到有人繼任總主教為止。翌年4月4日，威爾頓·D·格雷戈里成為維爾的繼任人，出任該總主教一職。

## 牧徽

陶南·維爾枢机牧徽